# Capilla de Loreto (San Luis Potosí)
La Capilla de Loreto es un edificio católico ubicado en la Plaza Fundadores de la ciudad de San Luis Potosí, San Luis Potosí, México. El templo es catalogado como monumento histórico por el Instituto Nacional de Antropología e Historia (INAH) para su preservación.

## Historia
Esta capilla se originó en el siglo XVIII y junto al Edificio Central de la UASLP y el Templo de la Compañía forma un conjunto arquitectónico que era el antiguo colegio de la Compañía de Jesús frente a la Plaza Fundadores. Ahí fue donde Miguel Caldera y fray Diego de la Magdalena dieron la paz con los nativos guachichiles. 
Originalmente, este lugar era de la Orden Franciscana, pero a finales del siglo XVI, estos lo donaron a los jesuitas. Donde ahora se encuentra el edificio central se ubicaba la ermita de la Santa Veracruz, la cual fue demolida en 1695. La capilla se edificó en 1700 por el presbítero novohispano Francisco González y perteneció a la Compañía de Jesús hasta la expulsión de los jesuitas de la Monarquía Hispánica de 1767. Fue el edificio más amplio y estéticamente bello construido por los jesuitas en la Nueva España.

## Estilo
La capilla está construida en el popular estilo barroco de la época, y muestra una gran variedad de detalles y ornamentación. Tiene dos columnas salomónicas principales en la fachada que la distinguen de los edificios de su alrededor y que protegen el nicho con la escultura de la Virgen de Loreto y dos ventanales a su lado.
Cuenta con solo una nave y un coro en la parte frontal de ésta. Tiene un pequeño, pero muy valioso retablo de madera dorada labrada, en el que se muestran varias columnas ornamentales, una cruz, y una pintura de la Virgen de Loreto. Ésta solía tener un escudo representativo de la orden, pero actualmente no forma parte en el retablo. En la derecha del altar se puede encontrar un lienzo de Eduvigis que data de 1728. La sacristía alberga cuadros que representan la vía crucis, las ánimas del purgatorio, el Arcángel Rafael, Job, Sansón, Moisés, Eleazar, Aarón e Isaac.